# Company de la meva vida
Company de la meva vida  (original: Tender Comrade) és una pel·lícula estatunidenca d'Edward Dmytryk estrenada el 1943 i doblada al català.

## Argument
Jo Jones, obrera en una fàbrica d'armament durant la Segona Guerra Mundial, organitza un colloguer en una casa gran amb tres dones joves, que com ella, esperen la tornada dels seus marits marxats al front.
Totes són obreres en una fàbrica d'aviació. Una dona de companyia és contractada per portar la casa i cuinar. És una refugiada alemanya, i viu inclosa en aquesta comunitat femenina. Jo descobreix que està embarassada. El seu marit, tan reticent al matrimoni, li ha deixat, amb tot, una descendència. La petita societat comunitària supera penes i alegries, la unió fa la força, i els seus mitjans reunits els donen una certa facilitat.
Un jove espòs, de permís, va a retrobar-se amb la seva dona que ha conegut 24 h. Totes les esposes es posen d'acord per servir una àpat de festa als dos amants. Per desgràcia, és durant aquest àpat que un telegrama li arriba a Jo. El seu marit, amic d'infantesa tendrament estimat, no tornarà. Puja amb el bebè, i fa un discurs a fer plorar totes les sales fosques. Llavors, doncs, cal baixar, unir-se amb les altres, sense espatllar la festa divulgant la tràgica notícia. Valor, Jo, com un soldat.

## Repartiment
- Ginger Rogers: Jo Jones
- Robert Ryan: Chris Jones
- Ruth Hussey: Barbara Thomas
- Patricia Collinge: Helen Stacey
- Mady Christians: Manya Lodge
- Kim Hunter: Doris Dumbrowski
- Jane Darwell: Sra. Henderson
- Richard Martin: Mike Dumbrowski
- Richard Gaines: Waldo Pierson